# Timotheus Lütkemann
Timotheus Lütkemann (* 1671 in Malchin, Mecklenburg; † 15. Oktober 1738 in Stralsund) war ein lutherischer Theologe und Generalsuperintendent der Pommerschen Landeskirche in Schwedisch-Pommern.

## Leben und Wirken
Timotheus Lütkemann wurde als Sohn des Propstes Samuel Lütkemann geboren. Im November 1688 schrieb er sich zum Studium an der Universität Rostock ein. 1694 wurde er Magister in Greifswald und kam 1699 als Prediger in seine Heimatstadt Malchin.
Ein Jahr später wurde er Pfarrer in Tönning und 1703 holsteinisch-gottorfischer Hofprediger.
Im Jahre 1706 wechselte er als zweiter Prediger an die deutsche Kirche in Stockholm, wo er 1710 zum Hauptpastor aufstieg. 1725 promovierte er an der Universität Uppsala zum Doktor der Theologie und wurde 1731 schwedischer Oberhofprediger.
Im Jahre 1734 wurde er nach Greifswald zum Generalsuperintendenten von Vorpommern – in der Nachfolge von Albrecht Joachim von Krakevitz – berufen. Nach einer Amtszeit von nur vier Jahren verstarb Lütkemann in Stralsund, wohin er gereist war, um Wilhelm Löper als Stadtsuperintendenten von Stralsund in sein Amt einzuführen. Sein Nachfolger wurde Michael Christian Rusmeyer.

## Familie
Timotheus Lütkemann war mit Ida Augusta Wedderkopp verheiratet, einer Tochter des evangelisch-lutherischen Geistlichen und Barockzeit Autor Gabriel Wedderkop. Zu ihren Kindern gehörten:
- Gabriel Timotheus Lütkemann (1723–1795), lutherischer Theologe, Bischof von Visby
- Ida Auguste Lütkemann ⚭ 1737 Laurentius Stenzler (1698–1778), lutherischer Theologe, Generalsuperintendent von Schwedisch-Pommern
- Hedwig Ulrika Lütkemann ⚭ 1740 Georg Wilhelm Overkamp (1707–1790), deutscher Orientalist.
- Maria Amalia ⚭ 1742 Christian Nettelbladt (der Ältere) (1696–1775), deutscher Jurist

Außerdem war Timotheus Lütkemann der Großneffe des Rostocker Professors für Physik und Metaphysik Joachim Lütkemann (1606–1655).